# Atari (francuskie przedsiębiorstwo)
Atari (dawniej Infogrames) – francuski producent i wydawca gier komputerowych.
Siedziba firmy znajduje się we francuskim mieście Lyon. Koncern został założony w 1983 roku przez Bruno Bonnella i Christophe’a Sapeta jako Infogrames. Dzięki strategii rozwojowej opartej na licznych przejęciach, przedsiębiorstwo stało się właścicielem marki Atari. Spółkami zależnymi są m.in. Atari London Studio, Eden Games, Atari Interactive, Inc i Atari, Inc..
Jeszcze przed przejęciem praw do Atari, Infogrames przejęło Hasbro Interactive w 2001 roku za 100 milionów dolarów. Zakup ten łączył się również z przejęciem przez Infogrames innych firm znane w świecie komputerów 8 i 16 bitowych jak Microprose, czy prawa do tytułu Dungeons & Dragons. Dzięki przejęciu Microprose firma wydała m.in. Civilization III, trzecią odsłonę serii Civilization, do tej pory wydawanej właśnie przez Microprose. Czwarta część serii, Civilization IV, nie została jednak wydana przez Atari, lecz przez Take-Two Interactive, które to nabyło prawa do tytułu od francuskiego koncernu.
17 lipca 2017 Atari ogłosiło, rozpoczęcie prac nad nową konsolą Ataribox, na której docelowo mają działać starsze, wydanie na konsole Atari, oraz nowe gry. Konsola ma być oparta na Linuksie, żeby dać użytkownikom dostęp do gier innych producentów. Oprócz tego podstawę mają stanowić podzespoły Advanced Micro Devices oraz Radeon. Planowaną premierą była wiosna 2018.
19 Marca 2018 Atari przedstawiło koncepcje Atari VCS, znanego wcześniej jako Ataribox. W marcu 2019 opublikowano informacje o zmianie procesora w który zaopatrzony będzie nowy sprzęt. Na następcę wybrano procesory AMD z serii Ryzen, a tym samym zastąpiono oryginalną koncepcję wsparcia sprzętu poprzez APU z rodziny "Bristol Ridge" na rzecz VEGA. Termin premiery, a tym samym termin pierwszych wysyłek sprzętu, został przeniesiony z wiosny 2018 na grudzień 2019. Urządzenie ostatecznie wydano w 2021 roku.